# Коневые окончания
Коневые окончания в шахматах — окончания, в которых на доске присутствуют только короли, кони и пешки.

## Характер окончания
Шахматная теория рассматривает два основных типа коневых окончаний:
1. конь имеется только у одной из сторон — конь против пешек;
2. конь имеется у обеих сторон — главная разновидность коневых окончаний.

В окончаниях первого типа всё зависит от конкретной ситуации на доске — расположения фигур, степени продвинутости пешек и т. д. Три, а нередко и две проходные пешки могут оказаться сильнее коня. При этом коню труднее всего бороться с крайними пешками. Конь способен ставить «барьеры» на пути неприятельского короля, что является типичным приёмом в таких окончаниях (см. пример 1).
В окончаниях второго типа, при прочих равных условиях, лишняя пешка, как правило, обеспечивает сильнейшей стороне выигрыш. Основной метод реализации преимущества — образование проходной пешки и проведение её в ферзи. Часто эта пешка используется для отвлечения короля соперника и последующих материальных завоеваний. Конь — фигура с малым радиусом действия, поэтому коневой эндшпиль несколько похож на пешечный. В частности, отдалённая проходная пешка является здесь преимуществом, как и в пешечном эндшпиле.
Метод реализации материального перевеса в общих чертах состоит в следующем:
1. король и конь занимают лучшие позиции (усиление позиций фигур);
2. наивыгоднейшим образом расставляются пешки, подготавливается образование проходной (усиление позиций пешек);
3. осуществив усиление позиций фигур и пешек, образуют проходную и при поддержке короля и коня двигают её вперёд. Дальнейшие операции зависят от плана защиты:
4. если противник пытается блокировать проходную конём, то король и конь вытесняют его, обеспечивая дальнейшее движение пешки;
5. если с пешкой пытаются бороться обе фигуры противника, то обычно самым простым путём к победе является движение королём к пешкам другого фланга, где и создаётся решающий материальный перевес[1].

## Примеры
|   | a | b | c | d | e | f | g | h |   |
| - | --- | --- | --- | --- | --- | --- | --- | --- | - |
| 8 | a8 чёрный король · e6 чёрная пешка · g5 чёрная пешка · a4 чёрная пешка · a2 белая пешка · b2 чёрная пешка · g2 белый конь · d1 белый король | a8 чёрный король · e6 чёрная пешка · g5 чёрная пешка · a4 чёрная пешка · a2 белая пешка · b2 чёрная пешка · g2 белый конь · d1 белый король | a8 чёрный король · e6 чёрная пешка · g5 чёрная пешка · a4 чёрная пешка · a2 белая пешка · b2 чёрная пешка · g2 белый конь · d1 белый король | a8 чёрный король · e6 чёрная пешка · g5 чёрная пешка · a4 чёрная пешка · a2 белая пешка · b2 чёрная пешка · g2 белый конь · d1 белый король | a8 чёрный король · e6 чёрная пешка · g5 чёрная пешка · a4 чёрная пешка · a2 белая пешка · b2 чёрная пешка · g2 белый конь · d1 белый король | a8 чёрный король · e6 чёрная пешка · g5 чёрная пешка · a4 чёрная пешка · a2 белая пешка · b2 чёрная пешка · g2 белый конь · d1 белый король | a8 чёрный король · e6 чёрная пешка · g5 чёрная пешка · a4 чёрная пешка · a2 белая пешка · b2 чёрная пешка · g2 белый конь · d1 белый король | a8 чёрный король · e6 чёрная пешка · g5 чёрная пешка · a4 чёрная пешка · a2 белая пешка · b2 чёрная пешка · g2 белый конь · d1 белый король | 8 |
| 7 | a8 чёрный король · e6 чёрная пешка · g5 чёрная пешка · a4 чёрная пешка · a2 белая пешка · b2 чёрная пешка · g2 белый конь · d1 белый король | a8 чёрный король · e6 чёрная пешка · g5 чёрная пешка · a4 чёрная пешка · a2 белая пешка · b2 чёрная пешка · g2 белый конь · d1 белый король | a8 чёрный король · e6 чёрная пешка · g5 чёрная пешка · a4 чёрная пешка · a2 белая пешка · b2 чёрная пешка · g2 белый конь · d1 белый король | a8 чёрный король · e6 чёрная пешка · g5 чёрная пешка · a4 чёрная пешка · a2 белая пешка · b2 чёрная пешка · g2 белый конь · d1 белый король | a8 чёрный король · e6 чёрная пешка · g5 чёрная пешка · a4 чёрная пешка · a2 белая пешка · b2 чёрная пешка · g2 белый конь · d1 белый король | a8 чёрный король · e6 чёрная пешка · g5 чёрная пешка · a4 чёрная пешка · a2 белая пешка · b2 чёрная пешка · g2 белый конь · d1 белый король | a8 чёрный король · e6 чёрная пешка · g5 чёрная пешка · a4 чёрная пешка · a2 белая пешка · b2 чёрная пешка · g2 белый конь · d1 белый король | a8 чёрный король · e6 чёрная пешка · g5 чёрная пешка · a4 чёрная пешка · a2 белая пешка · b2 чёрная пешка · g2 белый конь · d1 белый король | 7 |
| 6 | a8 чёрный король · e6 чёрная пешка · g5 чёрная пешка · a4 чёрная пешка · a2 белая пешка · b2 чёрная пешка · g2 белый конь · d1 белый король | a8 чёрный король · e6 чёрная пешка · g5 чёрная пешка · a4 чёрная пешка · a2 белая пешка · b2 чёрная пешка · g2 белый конь · d1 белый король | a8 чёрный король · e6 чёрная пешка · g5 чёрная пешка · a4 чёрная пешка · a2 белая пешка · b2 чёрная пешка · g2 белый конь · d1 белый король | a8 чёрный король · e6 чёрная пешка · g5 чёрная пешка · a4 чёрная пешка · a2 белая пешка · b2 чёрная пешка · g2 белый конь · d1 белый король | a8 чёрный король · e6 чёрная пешка · g5 чёрная пешка · a4 чёрная пешка · a2 белая пешка · b2 чёрная пешка · g2 белый конь · d1 белый король | a8 чёрный король · e6 чёрная пешка · g5 чёрная пешка · a4 чёрная пешка · a2 белая пешка · b2 чёрная пешка · g2 белый конь · d1 белый король | a8 чёрный король · e6 чёрная пешка · g5 чёрная пешка · a4 чёрная пешка · a2 белая пешка · b2 чёрная пешка · g2 белый конь · d1 белый король | a8 чёрный король · e6 чёрная пешка · g5 чёрная пешка · a4 чёрная пешка · a2 белая пешка · b2 чёрная пешка · g2 белый конь · d1 белый король | 6 |
| 5 | a8 чёрный король · e6 чёрная пешка · g5 чёрная пешка · a4 чёрная пешка · a2 белая пешка · b2 чёрная пешка · g2 белый конь · d1 белый король | a8 чёрный король · e6 чёрная пешка · g5 чёрная пешка · a4 чёрная пешка · a2 белая пешка · b2 чёрная пешка · g2 белый конь · d1 белый король | a8 чёрный король · e6 чёрная пешка · g5 чёрная пешка · a4 чёрная пешка · a2 белая пешка · b2 чёрная пешка · g2 белый конь · d1 белый король | a8 чёрный король · e6 чёрная пешка · g5 чёрная пешка · a4 чёрная пешка · a2 белая пешка · b2 чёрная пешка · g2 белый конь · d1 белый король | a8 чёрный король · e6 чёрная пешка · g5 чёрная пешка · a4 чёрная пешка · a2 белая пешка · b2 чёрная пешка · g2 белый конь · d1 белый король | a8 чёрный король · e6 чёрная пешка · g5 чёрная пешка · a4 чёрная пешка · a2 белая пешка · b2 чёрная пешка · g2 белый конь · d1 белый король | a8 чёрный король · e6 чёрная пешка · g5 чёрная пешка · a4 чёрная пешка · a2 белая пешка · b2 чёрная пешка · g2 белый конь · d1 белый король | a8 чёрный король · e6 чёрная пешка · g5 чёрная пешка · a4 чёрная пешка · a2 белая пешка · b2 чёрная пешка · g2 белый конь · d1 белый король | 5 |
| 4 | a8 чёрный король · e6 чёрная пешка · g5 чёрная пешка · a4 чёрная пешка · a2 белая пешка · b2 чёрная пешка · g2 белый конь · d1 белый король | a8 чёрный король · e6 чёрная пешка · g5 чёрная пешка · a4 чёрная пешка · a2 белая пешка · b2 чёрная пешка · g2 белый конь · d1 белый король | a8 чёрный король · e6 чёрная пешка · g5 чёрная пешка · a4 чёрная пешка · a2 белая пешка · b2 чёрная пешка · g2 белый конь · d1 белый король | a8 чёрный король · e6 чёрная пешка · g5 чёрная пешка · a4 чёрная пешка · a2 белая пешка · b2 чёрная пешка · g2 белый конь · d1 белый король | a8 чёрный король · e6 чёрная пешка · g5 чёрная пешка · a4 чёрная пешка · a2 белая пешка · b2 чёрная пешка · g2 белый конь · d1 белый король | a8 чёрный король · e6 чёрная пешка · g5 чёрная пешка · a4 чёрная пешка · a2 белая пешка · b2 чёрная пешка · g2 белый конь · d1 белый король | a8 чёрный король · e6 чёрная пешка · g5 чёрная пешка · a4 чёрная пешка · a2 белая пешка · b2 чёрная пешка · g2 белый конь · d1 белый король | a8 чёрный король · e6 чёрная пешка · g5 чёрная пешка · a4 чёрная пешка · a2 белая пешка · b2 чёрная пешка · g2 белый конь · d1 белый король | 4 |
| 3 | a8 чёрный король · e6 чёрная пешка · g5 чёрная пешка · a4 чёрная пешка · a2 белая пешка · b2 чёрная пешка · g2 белый конь · d1 белый король | a8 чёрный король · e6 чёрная пешка · g5 чёрная пешка · a4 чёрная пешка · a2 белая пешка · b2 чёрная пешка · g2 белый конь · d1 белый король | a8 чёрный король · e6 чёрная пешка · g5 чёрная пешка · a4 чёрная пешка · a2 белая пешка · b2 чёрная пешка · g2 белый конь · d1 белый король | a8 чёрный король · e6 чёрная пешка · g5 чёрная пешка · a4 чёрная пешка · a2 белая пешка · b2 чёрная пешка · g2 белый конь · d1 белый король | a8 чёрный король · e6 чёрная пешка · g5 чёрная пешка · a4 чёрная пешка · a2 белая пешка · b2 чёрная пешка · g2 белый конь · d1 белый король | a8 чёрный король · e6 чёрная пешка · g5 чёрная пешка · a4 чёрная пешка · a2 белая пешка · b2 чёрная пешка · g2 белый конь · d1 белый король | a8 чёрный король · e6 чёрная пешка · g5 чёрная пешка · a4 чёрная пешка · a2 белая пешка · b2 чёрная пешка · g2 белый конь · d1 белый король | a8 чёрный король · e6 чёрная пешка · g5 чёрная пешка · a4 чёрная пешка · a2 белая пешка · b2 чёрная пешка · g2 белый конь · d1 белый король | 3 |
| 2 | a8 чёрный король · e6 чёрная пешка · g5 чёрная пешка · a4 чёрная пешка · a2 белая пешка · b2 чёрная пешка · g2 белый конь · d1 белый король | a8 чёрный король · e6 чёрная пешка · g5 чёрная пешка · a4 чёрная пешка · a2 белая пешка · b2 чёрная пешка · g2 белый конь · d1 белый король | a8 чёрный король · e6 чёрная пешка · g5 чёрная пешка · a4 чёрная пешка · a2 белая пешка · b2 чёрная пешка · g2 белый конь · d1 белый король | a8 чёрный король · e6 чёрная пешка · g5 чёрная пешка · a4 чёрная пешка · a2 белая пешка · b2 чёрная пешка · g2 белый конь · d1 белый король | a8 чёрный король · e6 чёрная пешка · g5 чёрная пешка · a4 чёрная пешка · a2 белая пешка · b2 чёрная пешка · g2 белый конь · d1 белый король | a8 чёрный король · e6 чёрная пешка · g5 чёрная пешка · a4 чёрная пешка · a2 белая пешка · b2 чёрная пешка · g2 белый конь · d1 белый король | a8 чёрный король · e6 чёрная пешка · g5 чёрная пешка · a4 чёрная пешка · a2 белая пешка · b2 чёрная пешка · g2 белый конь · d1 белый король | a8 чёрный король · e6 чёрная пешка · g5 чёрная пешка · a4 чёрная пешка · a2 белая пешка · b2 чёрная пешка · g2 белый конь · d1 белый король | 2 |
| 1 | a8 чёрный король · e6 чёрная пешка · g5 чёрная пешка · a4 чёрная пешка · a2 белая пешка · b2 чёрная пешка · g2 белый конь · d1 белый король | a8 чёрный король · e6 чёрная пешка · g5 чёрная пешка · a4 чёрная пешка · a2 белая пешка · b2 чёрная пешка · g2 белый конь · d1 белый король | a8 чёрный король · e6 чёрная пешка · g5 чёрная пешка · a4 чёрная пешка · a2 белая пешка · b2 чёрная пешка · g2 белый конь · d1 белый король | a8 чёрный король · e6 чёрная пешка · g5 чёрная пешка · a4 чёрная пешка · a2 белая пешка · b2 чёрная пешка · g2 белый конь · d1 белый король | a8 чёрный король · e6 чёрная пешка · g5 чёрная пешка · a4 чёрная пешка · a2 белая пешка · b2 чёрная пешка · g2 белый конь · d1 белый король | a8 чёрный король · e6 чёрная пешка · g5 чёрная пешка · a4 чёрная пешка · a2 белая пешка · b2 чёрная пешка · g2 белый конь · d1 белый король | a8 чёрный король · e6 чёрная пешка · g5 чёрная пешка · a4 чёрная пешка · a2 белая пешка · b2 чёрная пешка · g2 белый конь · d1 белый король | a8 чёрный король · e6 чёрная пешка · g5 чёрная пешка · a4 чёрная пешка · a2 белая пешка · b2 чёрная пешка · g2 белый конь · d1 белый король | 1 |
|   | a | b | c | d | e | f | g | h |   |

После 1.Крc2 a3 2.Кe3! чёрные не могут перейти королём через линию «d», так как это приводит к потере пешки. Например: 2…Крb7 3.Кg4 Крc6 4.Кe5+ Крd5 (4…Крd6 5.Кf7+) 5.Кf3! g4 6.Кh2 g3 7.Кf1 g2 8.Кe3+ и, забирая пешку, белые достигают ничьей.
|   | a | b | c | d | e | f | g | h |   |
| - | --- | --- | --- | --- | --- | --- | --- | --- | - |
| 8 | f8 чёрный король · a7 чёрная пешка · c7 чёрный конь · f7 чёрная пешка · g7 чёрная пешка · h7 чёрная пешка · a2 белая пешка · b2 белая пешка · f2 белая пешка · g2 белая пешка · h2 белая пешка · e1 белый конь · g1 белый король | f8 чёрный король · a7 чёрная пешка · c7 чёрный конь · f7 чёрная пешка · g7 чёрная пешка · h7 чёрная пешка · a2 белая пешка · b2 белая пешка · f2 белая пешка · g2 белая пешка · h2 белая пешка · e1 белый конь · g1 белый король | f8 чёрный король · a7 чёрная пешка · c7 чёрный конь · f7 чёрная пешка · g7 чёрная пешка · h7 чёрная пешка · a2 белая пешка · b2 белая пешка · f2 белая пешка · g2 белая пешка · h2 белая пешка · e1 белый конь · g1 белый король | f8 чёрный король · a7 чёрная пешка · c7 чёрный конь · f7 чёрная пешка · g7 чёрная пешка · h7 чёрная пешка · a2 белая пешка · b2 белая пешка · f2 белая пешка · g2 белая пешка · h2 белая пешка · e1 белый конь · g1 белый король | f8 чёрный король · a7 чёрная пешка · c7 чёрный конь · f7 чёрная пешка · g7 чёрная пешка · h7 чёрная пешка · a2 белая пешка · b2 белая пешка · f2 белая пешка · g2 белая пешка · h2 белая пешка · e1 белый конь · g1 белый король | f8 чёрный король · a7 чёрная пешка · c7 чёрный конь · f7 чёрная пешка · g7 чёрная пешка · h7 чёрная пешка · a2 белая пешка · b2 белая пешка · f2 белая пешка · g2 белая пешка · h2 белая пешка · e1 белый конь · g1 белый король | f8 чёрный король · a7 чёрная пешка · c7 чёрный конь · f7 чёрная пешка · g7 чёрная пешка · h7 чёрная пешка · a2 белая пешка · b2 белая пешка · f2 белая пешка · g2 белая пешка · h2 белая пешка · e1 белый конь · g1 белый король | f8 чёрный король · a7 чёрная пешка · c7 чёрный конь · f7 чёрная пешка · g7 чёрная пешка · h7 чёрная пешка · a2 белая пешка · b2 белая пешка · f2 белая пешка · g2 белая пешка · h2 белая пешка · e1 белый конь · g1 белый король | 8 |
| 7 | f8 чёрный король · a7 чёрная пешка · c7 чёрный конь · f7 чёрная пешка · g7 чёрная пешка · h7 чёрная пешка · a2 белая пешка · b2 белая пешка · f2 белая пешка · g2 белая пешка · h2 белая пешка · e1 белый конь · g1 белый король | f8 чёрный король · a7 чёрная пешка · c7 чёрный конь · f7 чёрная пешка · g7 чёрная пешка · h7 чёрная пешка · a2 белая пешка · b2 белая пешка · f2 белая пешка · g2 белая пешка · h2 белая пешка · e1 белый конь · g1 белый король | f8 чёрный король · a7 чёрная пешка · c7 чёрный конь · f7 чёрная пешка · g7 чёрная пешка · h7 чёрная пешка · a2 белая пешка · b2 белая пешка · f2 белая пешка · g2 белая пешка · h2 белая пешка · e1 белый конь · g1 белый король | f8 чёрный король · a7 чёрная пешка · c7 чёрный конь · f7 чёрная пешка · g7 чёрная пешка · h7 чёрная пешка · a2 белая пешка · b2 белая пешка · f2 белая пешка · g2 белая пешка · h2 белая пешка · e1 белый конь · g1 белый король | f8 чёрный король · a7 чёрная пешка · c7 чёрный конь · f7 чёрная пешка · g7 чёрная пешка · h7 чёрная пешка · a2 белая пешка · b2 белая пешка · f2 белая пешка · g2 белая пешка · h2 белая пешка · e1 белый конь · g1 белый король | f8 чёрный король · a7 чёрная пешка · c7 чёрный конь · f7 чёрная пешка · g7 чёрная пешка · h7 чёрная пешка · a2 белая пешка · b2 белая пешка · f2 белая пешка · g2 белая пешка · h2 белая пешка · e1 белый конь · g1 белый король | f8 чёрный король · a7 чёрная пешка · c7 чёрный конь · f7 чёрная пешка · g7 чёрная пешка · h7 чёрная пешка · a2 белая пешка · b2 белая пешка · f2 белая пешка · g2 белая пешка · h2 белая пешка · e1 белый конь · g1 белый король | f8 чёрный король · a7 чёрная пешка · c7 чёрный конь · f7 чёрная пешка · g7 чёрная пешка · h7 чёрная пешка · a2 белая пешка · b2 белая пешка · f2 белая пешка · g2 белая пешка · h2 белая пешка · e1 белый конь · g1 белый король | 7 |
| 6 | f8 чёрный король · a7 чёрная пешка · c7 чёрный конь · f7 чёрная пешка · g7 чёрная пешка · h7 чёрная пешка · a2 белая пешка · b2 белая пешка · f2 белая пешка · g2 белая пешка · h2 белая пешка · e1 белый конь · g1 белый король | f8 чёрный король · a7 чёрная пешка · c7 чёрный конь · f7 чёрная пешка · g7 чёрная пешка · h7 чёрная пешка · a2 белая пешка · b2 белая пешка · f2 белая пешка · g2 белая пешка · h2 белая пешка · e1 белый конь · g1 белый король | f8 чёрный король · a7 чёрная пешка · c7 чёрный конь · f7 чёрная пешка · g7 чёрная пешка · h7 чёрная пешка · a2 белая пешка · b2 белая пешка · f2 белая пешка · g2 белая пешка · h2 белая пешка · e1 белый конь · g1 белый король | f8 чёрный король · a7 чёрная пешка · c7 чёрный конь · f7 чёрная пешка · g7 чёрная пешка · h7 чёрная пешка · a2 белая пешка · b2 белая пешка · f2 белая пешка · g2 белая пешка · h2 белая пешка · e1 белый конь · g1 белый король | f8 чёрный король · a7 чёрная пешка · c7 чёрный конь · f7 чёрная пешка · g7 чёрная пешка · h7 чёрная пешка · a2 белая пешка · b2 белая пешка · f2 белая пешка · g2 белая пешка · h2 белая пешка · e1 белый конь · g1 белый король | f8 чёрный король · a7 чёрная пешка · c7 чёрный конь · f7 чёрная пешка · g7 чёрная пешка · h7 чёрная пешка · a2 белая пешка · b2 белая пешка · f2 белая пешка · g2 белая пешка · h2 белая пешка · e1 белый конь · g1 белый король | f8 чёрный король · a7 чёрная пешка · c7 чёрный конь · f7 чёрная пешка · g7 чёрная пешка · h7 чёрная пешка · a2 белая пешка · b2 белая пешка · f2 белая пешка · g2 белая пешка · h2 белая пешка · e1 белый конь · g1 белый король | f8 чёрный король · a7 чёрная пешка · c7 чёрный конь · f7 чёрная пешка · g7 чёрная пешка · h7 чёрная пешка · a2 белая пешка · b2 белая пешка · f2 белая пешка · g2 белая пешка · h2 белая пешка · e1 белый конь · g1 белый король | 6 |
| 5 | f8 чёрный король · a7 чёрная пешка · c7 чёрный конь · f7 чёрная пешка · g7 чёрная пешка · h7 чёрная пешка · a2 белая пешка · b2 белая пешка · f2 белая пешка · g2 белая пешка · h2 белая пешка · e1 белый конь · g1 белый король | f8 чёрный король · a7 чёрная пешка · c7 чёрный конь · f7 чёрная пешка · g7 чёрная пешка · h7 чёрная пешка · a2 белая пешка · b2 белая пешка · f2 белая пешка · g2 белая пешка · h2 белая пешка · e1 белый конь · g1 белый король | f8 чёрный король · a7 чёрная пешка · c7 чёрный конь · f7 чёрная пешка · g7 чёрная пешка · h7 чёрная пешка · a2 белая пешка · b2 белая пешка · f2 белая пешка · g2 белая пешка · h2 белая пешка · e1 белый конь · g1 белый король | f8 чёрный король · a7 чёрная пешка · c7 чёрный конь · f7 чёрная пешка · g7 чёрная пешка · h7 чёрная пешка · a2 белая пешка · b2 белая пешка · f2 белая пешка · g2 белая пешка · h2 белая пешка · e1 белый конь · g1 белый король | f8 чёрный король · a7 чёрная пешка · c7 чёрный конь · f7 чёрная пешка · g7 чёрная пешка · h7 чёрная пешка · a2 белая пешка · b2 белая пешка · f2 белая пешка · g2 белая пешка · h2 белая пешка · e1 белый конь · g1 белый король | f8 чёрный король · a7 чёрная пешка · c7 чёрный конь · f7 чёрная пешка · g7 чёрная пешка · h7 чёрная пешка · a2 белая пешка · b2 белая пешка · f2 белая пешка · g2 белая пешка · h2 белая пешка · e1 белый конь · g1 белый король | f8 чёрный король · a7 чёрная пешка · c7 чёрный конь · f7 чёрная пешка · g7 чёрная пешка · h7 чёрная пешка · a2 белая пешка · b2 белая пешка · f2 белая пешка · g2 белая пешка · h2 белая пешка · e1 белый конь · g1 белый король | f8 чёрный король · a7 чёрная пешка · c7 чёрный конь · f7 чёрная пешка · g7 чёрная пешка · h7 чёрная пешка · a2 белая пешка · b2 белая пешка · f2 белая пешка · g2 белая пешка · h2 белая пешка · e1 белый конь · g1 белый король | 5 |
| 4 | f8 чёрный король · a7 чёрная пешка · c7 чёрный конь · f7 чёрная пешка · g7 чёрная пешка · h7 чёрная пешка · a2 белая пешка · b2 белая пешка · f2 белая пешка · g2 белая пешка · h2 белая пешка · e1 белый конь · g1 белый король | f8 чёрный король · a7 чёрная пешка · c7 чёрный конь · f7 чёрная пешка · g7 чёрная пешка · h7 чёрная пешка · a2 белая пешка · b2 белая пешка · f2 белая пешка · g2 белая пешка · h2 белая пешка · e1 белый конь · g1 белый король | f8 чёрный король · a7 чёрная пешка · c7 чёрный конь · f7 чёрная пешка · g7 чёрная пешка · h7 чёрная пешка · a2 белая пешка · b2 белая пешка · f2 белая пешка · g2 белая пешка · h2 белая пешка · e1 белый конь · g1 белый король | f8 чёрный король · a7 чёрная пешка · c7 чёрный конь · f7 чёрная пешка · g7 чёрная пешка · h7 чёрная пешка · a2 белая пешка · b2 белая пешка · f2 белая пешка · g2 белая пешка · h2 белая пешка · e1 белый конь · g1 белый король | f8 чёрный король · a7 чёрная пешка · c7 чёрный конь · f7 чёрная пешка · g7 чёрная пешка · h7 чёрная пешка · a2 белая пешка · b2 белая пешка · f2 белая пешка · g2 белая пешка · h2 белая пешка · e1 белый конь · g1 белый король | f8 чёрный король · a7 чёрная пешка · c7 чёрный конь · f7 чёрная пешка · g7 чёрная пешка · h7 чёрная пешка · a2 белая пешка · b2 белая пешка · f2 белая пешка · g2 белая пешка · h2 белая пешка · e1 белый конь · g1 белый король | f8 чёрный король · a7 чёрная пешка · c7 чёрный конь · f7 чёрная пешка · g7 чёрная пешка · h7 чёрная пешка · a2 белая пешка · b2 белая пешка · f2 белая пешка · g2 белая пешка · h2 белая пешка · e1 белый конь · g1 белый король | f8 чёрный король · a7 чёрная пешка · c7 чёрный конь · f7 чёрная пешка · g7 чёрная пешка · h7 чёрная пешка · a2 белая пешка · b2 белая пешка · f2 белая пешка · g2 белая пешка · h2 белая пешка · e1 белый конь · g1 белый король | 4 |
| 3 | f8 чёрный король · a7 чёрная пешка · c7 чёрный конь · f7 чёрная пешка · g7 чёрная пешка · h7 чёрная пешка · a2 белая пешка · b2 белая пешка · f2 белая пешка · g2 белая пешка · h2 белая пешка · e1 белый конь · g1 белый король | f8 чёрный король · a7 чёрная пешка · c7 чёрный конь · f7 чёрная пешка · g7 чёрная пешка · h7 чёрная пешка · a2 белая пешка · b2 белая пешка · f2 белая пешка · g2 белая пешка · h2 белая пешка · e1 белый конь · g1 белый король | f8 чёрный король · a7 чёрная пешка · c7 чёрный конь · f7 чёрная пешка · g7 чёрная пешка · h7 чёрная пешка · a2 белая пешка · b2 белая пешка · f2 белая пешка · g2 белая пешка · h2 белая пешка · e1 белый конь · g1 белый король | f8 чёрный король · a7 чёрная пешка · c7 чёрный конь · f7 чёрная пешка · g7 чёрная пешка · h7 чёрная пешка · a2 белая пешка · b2 белая пешка · f2 белая пешка · g2 белая пешка · h2 белая пешка · e1 белый конь · g1 белый король | f8 чёрный король · a7 чёрная пешка · c7 чёрный конь · f7 чёрная пешка · g7 чёрная пешка · h7 чёрная пешка · a2 белая пешка · b2 белая пешка · f2 белая пешка · g2 белая пешка · h2 белая пешка · e1 белый конь · g1 белый король | f8 чёрный король · a7 чёрная пешка · c7 чёрный конь · f7 чёрная пешка · g7 чёрная пешка · h7 чёрная пешка · a2 белая пешка · b2 белая пешка · f2 белая пешка · g2 белая пешка · h2 белая пешка · e1 белый конь · g1 белый король | f8 чёрный король · a7 чёрная пешка · c7 чёрный конь · f7 чёрная пешка · g7 чёрная пешка · h7 чёрная пешка · a2 белая пешка · b2 белая пешка · f2 белая пешка · g2 белая пешка · h2 белая пешка · e1 белый конь · g1 белый король | f8 чёрный король · a7 чёрная пешка · c7 чёрный конь · f7 чёрная пешка · g7 чёрная пешка · h7 чёрная пешка · a2 белая пешка · b2 белая пешка · f2 белая пешка · g2 белая пешка · h2 белая пешка · e1 белый конь · g1 белый король | 3 |
| 2 | f8 чёрный король · a7 чёрная пешка · c7 чёрный конь · f7 чёрная пешка · g7 чёрная пешка · h7 чёрная пешка · a2 белая пешка · b2 белая пешка · f2 белая пешка · g2 белая пешка · h2 белая пешка · e1 белый конь · g1 белый король | f8 чёрный король · a7 чёрная пешка · c7 чёрный конь · f7 чёрная пешка · g7 чёрная пешка · h7 чёрная пешка · a2 белая пешка · b2 белая пешка · f2 белая пешка · g2 белая пешка · h2 белая пешка · e1 белый конь · g1 белый король | f8 чёрный король · a7 чёрная пешка · c7 чёрный конь · f7 чёрная пешка · g7 чёрная пешка · h7 чёрная пешка · a2 белая пешка · b2 белая пешка · f2 белая пешка · g2 белая пешка · h2 белая пешка · e1 белый конь · g1 белый король | f8 чёрный король · a7 чёрная пешка · c7 чёрный конь · f7 чёрная пешка · g7 чёрная пешка · h7 чёрная пешка · a2 белая пешка · b2 белая пешка · f2 белая пешка · g2 белая пешка · h2 белая пешка · e1 белый конь · g1 белый король | f8 чёрный король · a7 чёрная пешка · c7 чёрный конь · f7 чёрная пешка · g7 чёрная пешка · h7 чёрная пешка · a2 белая пешка · b2 белая пешка · f2 белая пешка · g2 белая пешка · h2 белая пешка · e1 белый конь · g1 белый король | f8 чёрный король · a7 чёрная пешка · c7 чёрный конь · f7 чёрная пешка · g7 чёрная пешка · h7 чёрная пешка · a2 белая пешка · b2 белая пешка · f2 белая пешка · g2 белая пешка · h2 белая пешка · e1 белый конь · g1 белый король | f8 чёрный король · a7 чёрная пешка · c7 чёрный конь · f7 чёрная пешка · g7 чёрная пешка · h7 чёрная пешка · a2 белая пешка · b2 белая пешка · f2 белая пешка · g2 белая пешка · h2 белая пешка · e1 белый конь · g1 белый король | f8 чёрный король · a7 чёрная пешка · c7 чёрный конь · f7 чёрная пешка · g7 чёрная пешка · h7 чёрная пешка · a2 белая пешка · b2 белая пешка · f2 белая пешка · g2 белая пешка · h2 белая пешка · e1 белый конь · g1 белый король | 2 |
| 1 | f8 чёрный король · a7 чёрная пешка · c7 чёрный конь · f7 чёрная пешка · g7 чёрная пешка · h7 чёрная пешка · a2 белая пешка · b2 белая пешка · f2 белая пешка · g2 белая пешка · h2 белая пешка · e1 белый конь · g1 белый король | f8 чёрный король · a7 чёрная пешка · c7 чёрный конь · f7 чёрная пешка · g7 чёрная пешка · h7 чёрная пешка · a2 белая пешка · b2 белая пешка · f2 белая пешка · g2 белая пешка · h2 белая пешка · e1 белый конь · g1 белый король | f8 чёрный король · a7 чёрная пешка · c7 чёрный конь · f7 чёрная пешка · g7 чёрная пешка · h7 чёрная пешка · a2 белая пешка · b2 белая пешка · f2 белая пешка · g2 белая пешка · h2 белая пешка · e1 белый конь · g1 белый король | f8 чёрный король · a7 чёрная пешка · c7 чёрный конь · f7 чёрная пешка · g7 чёрная пешка · h7 чёрная пешка · a2 белая пешка · b2 белая пешка · f2 белая пешка · g2 белая пешка · h2 белая пешка · e1 белый конь · g1 белый король | f8 чёрный король · a7 чёрная пешка · c7 чёрный конь · f7 чёрная пешка · g7 чёрная пешка · h7 чёрная пешка · a2 белая пешка · b2 белая пешка · f2 белая пешка · g2 белая пешка · h2 белая пешка · e1 белый конь · g1 белый король | f8 чёрный король · a7 чёрная пешка · c7 чёрный конь · f7 чёрная пешка · g7 чёрная пешка · h7 чёрная пешка · a2 белая пешка · b2 белая пешка · f2 белая пешка · g2 белая пешка · h2 белая пешка · e1 белый конь · g1 белый король | f8 чёрный король · a7 чёрная пешка · c7 чёрный конь · f7 чёрная пешка · g7 чёрная пешка · h7 чёрная пешка · a2 белая пешка · b2 белая пешка · f2 белая пешка · g2 белая пешка · h2 белая пешка · e1 белый конь · g1 белый король | f8 чёрный король · a7 чёрная пешка · c7 чёрный конь · f7 чёрная пешка · g7 чёрная пешка · h7 чёрная пешка · a2 белая пешка · b2 белая пешка · f2 белая пешка · g2 белая пешка · h2 белая пешка · e1 белый конь · g1 белый король | 1 |
|   | a | b | c | d | e | f | g | h |   |

Пример реализации лишней пешки в коневом эндшпиле. 1.Крf1 Крe7 2.Крe2 Крd6 3.Крd3 Крc5. Чёрные пытаются противодействовать образованию проходной. 4.Кc2 Кd5 5.g3 a5 6.b3 f5 7.a3 g6 8.b4+! ab 9.ab+ Крd6. К проигрышному для чёрных пешечному окончанию вело 9…К:b4 10.К:b4 Кр:b4 11.Крd4 Крb3 12.f4 Крc3 13.Крe5. 10.Крd4. Итак, белые образовали проходную, но теперь неприятельский король пытается не дать ей продвинуться и в то же время не допустить прорыва короля к чёрным пешкам королевского фланга. 10…Кc7 11.f4 Кb5+ 12.Крc4 Кc7. Чёрные вынуждены придерживаться пассивной тактики. 13.Кe3. Вело к выигрышу и 13.b5, но это требовало далёкого и точного расчёта. Например, 13…К:b5! 14.Кр:b5 Крd5 15.Кe1 Крe4 16.Крc5 Крe3 17.Крd5 Крd2 18.Крe5!! Кр:e1 19.Крf6 Крf2 20.Крg7 Крg2 21.Кр:h7 Кр:h2 22.Кр:g6 Кр:g3 23.Кр:f5, и белые выигрывают. 13…Крc6 14.Крd4 Крd6 15.Кc4+ Крc6. Если 15…Крe6, то 16.Кe5 Крd6 17.Кf7+ Крe7 18.Кg5 h6 19.Кf3 Крh6 20.Крc5 Кe6+ 21.Крd6 g5 22.b5 с выигрышем. 16.Крe5 Крb5 17.Кe3 Кa6 (17…Кр:b4 18.Кd5+ с выигранным пешечным окончанием) 18.Кd5 Крc4 19.Кf6 h5 20.Кd5 Кb8 21.Кe7, и белые забирают все пешки королевского фланга.
|   | a | b | c | d | e | f | g | h |   |
| - | --- | --- | --- | --- | --- | --- | --- | --- | - |
| 8 | e7 чёрный король · g7 чёрная пешка · a6 чёрная пешка · b6 чёрный конь · c6 чёрная пешка · d6 чёрный конь · f6 чёрная пешка · g6 чёрная пешка · b5 чёрная пешка · d5 чёрная пешка · b4 белая пешка · d4 белая пешка · a3 белая пешка · c3 белая пешка · g3 белая пешка · d2 белый конь · e2 белый король · f2 белая пешка · g2 белая пешка · e1 белый конь | e7 чёрный король · g7 чёрная пешка · a6 чёрная пешка · b6 чёрный конь · c6 чёрная пешка · d6 чёрный конь · f6 чёрная пешка · g6 чёрная пешка · b5 чёрная пешка · d5 чёрная пешка · b4 белая пешка · d4 белая пешка · a3 белая пешка · c3 белая пешка · g3 белая пешка · d2 белый конь · e2 белый король · f2 белая пешка · g2 белая пешка · e1 белый конь | e7 чёрный король · g7 чёрная пешка · a6 чёрная пешка · b6 чёрный конь · c6 чёрная пешка · d6 чёрный конь · f6 чёрная пешка · g6 чёрная пешка · b5 чёрная пешка · d5 чёрная пешка · b4 белая пешка · d4 белая пешка · a3 белая пешка · c3 белая пешка · g3 белая пешка · d2 белый конь · e2 белый король · f2 белая пешка · g2 белая пешка · e1 белый конь | e7 чёрный король · g7 чёрная пешка · a6 чёрная пешка · b6 чёрный конь · c6 чёрная пешка · d6 чёрный конь · f6 чёрная пешка · g6 чёрная пешка · b5 чёрная пешка · d5 чёрная пешка · b4 белая пешка · d4 белая пешка · a3 белая пешка · c3 белая пешка · g3 белая пешка · d2 белый конь · e2 белый король · f2 белая пешка · g2 белая пешка · e1 белый конь | e7 чёрный король · g7 чёрная пешка · a6 чёрная пешка · b6 чёрный конь · c6 чёрная пешка · d6 чёрный конь · f6 чёрная пешка · g6 чёрная пешка · b5 чёрная пешка · d5 чёрная пешка · b4 белая пешка · d4 белая пешка · a3 белая пешка · c3 белая пешка · g3 белая пешка · d2 белый конь · e2 белый король · f2 белая пешка · g2 белая пешка · e1 белый конь | e7 чёрный король · g7 чёрная пешка · a6 чёрная пешка · b6 чёрный конь · c6 чёрная пешка · d6 чёрный конь · f6 чёрная пешка · g6 чёрная пешка · b5 чёрная пешка · d5 чёрная пешка · b4 белая пешка · d4 белая пешка · a3 белая пешка · c3 белая пешка · g3 белая пешка · d2 белый конь · e2 белый король · f2 белая пешка · g2 белая пешка · e1 белый конь | e7 чёрный король · g7 чёрная пешка · a6 чёрная пешка · b6 чёрный конь · c6 чёрная пешка · d6 чёрный конь · f6 чёрная пешка · g6 чёрная пешка · b5 чёрная пешка · d5 чёрная пешка · b4 белая пешка · d4 белая пешка · a3 белая пешка · c3 белая пешка · g3 белая пешка · d2 белый конь · e2 белый король · f2 белая пешка · g2 белая пешка · e1 белый конь | e7 чёрный король · g7 чёрная пешка · a6 чёрная пешка · b6 чёрный конь · c6 чёрная пешка · d6 чёрный конь · f6 чёрная пешка · g6 чёрная пешка · b5 чёрная пешка · d5 чёрная пешка · b4 белая пешка · d4 белая пешка · a3 белая пешка · c3 белая пешка · g3 белая пешка · d2 белый конь · e2 белый король · f2 белая пешка · g2 белая пешка · e1 белый конь | 8 |
| 7 | e7 чёрный король · g7 чёрная пешка · a6 чёрная пешка · b6 чёрный конь · c6 чёрная пешка · d6 чёрный конь · f6 чёрная пешка · g6 чёрная пешка · b5 чёрная пешка · d5 чёрная пешка · b4 белая пешка · d4 белая пешка · a3 белая пешка · c3 белая пешка · g3 белая пешка · d2 белый конь · e2 белый король · f2 белая пешка · g2 белая пешка · e1 белый конь | e7 чёрный король · g7 чёрная пешка · a6 чёрная пешка · b6 чёрный конь · c6 чёрная пешка · d6 чёрный конь · f6 чёрная пешка · g6 чёрная пешка · b5 чёрная пешка · d5 чёрная пешка · b4 белая пешка · d4 белая пешка · a3 белая пешка · c3 белая пешка · g3 белая пешка · d2 белый конь · e2 белый король · f2 белая пешка · g2 белая пешка · e1 белый конь | e7 чёрный король · g7 чёрная пешка · a6 чёрная пешка · b6 чёрный конь · c6 чёрная пешка · d6 чёрный конь · f6 чёрная пешка · g6 чёрная пешка · b5 чёрная пешка · d5 чёрная пешка · b4 белая пешка · d4 белая пешка · a3 белая пешка · c3 белая пешка · g3 белая пешка · d2 белый конь · e2 белый король · f2 белая пешка · g2 белая пешка · e1 белый конь | e7 чёрный король · g7 чёрная пешка · a6 чёрная пешка · b6 чёрный конь · c6 чёрная пешка · d6 чёрный конь · f6 чёрная пешка · g6 чёрная пешка · b5 чёрная пешка · d5 чёрная пешка · b4 белая пешка · d4 белая пешка · a3 белая пешка · c3 белая пешка · g3 белая пешка · d2 белый конь · e2 белый король · f2 белая пешка · g2 белая пешка · e1 белый конь | e7 чёрный король · g7 чёрная пешка · a6 чёрная пешка · b6 чёрный конь · c6 чёрная пешка · d6 чёрный конь · f6 чёрная пешка · g6 чёрная пешка · b5 чёрная пешка · d5 чёрная пешка · b4 белая пешка · d4 белая пешка · a3 белая пешка · c3 белая пешка · g3 белая пешка · d2 белый конь · e2 белый король · f2 белая пешка · g2 белая пешка · e1 белый конь | e7 чёрный король · g7 чёрная пешка · a6 чёрная пешка · b6 чёрный конь · c6 чёрная пешка · d6 чёрный конь · f6 чёрная пешка · g6 чёрная пешка · b5 чёрная пешка · d5 чёрная пешка · b4 белая пешка · d4 белая пешка · a3 белая пешка · c3 белая пешка · g3 белая пешка · d2 белый конь · e2 белый король · f2 белая пешка · g2 белая пешка · e1 белый конь | e7 чёрный король · g7 чёрная пешка · a6 чёрная пешка · b6 чёрный конь · c6 чёрная пешка · d6 чёрный конь · f6 чёрная пешка · g6 чёрная пешка · b5 чёрная пешка · d5 чёрная пешка · b4 белая пешка · d4 белая пешка · a3 белая пешка · c3 белая пешка · g3 белая пешка · d2 белый конь · e2 белый король · f2 белая пешка · g2 белая пешка · e1 белый конь | e7 чёрный король · g7 чёрная пешка · a6 чёрная пешка · b6 чёрный конь · c6 чёрная пешка · d6 чёрный конь · f6 чёрная пешка · g6 чёрная пешка · b5 чёрная пешка · d5 чёрная пешка · b4 белая пешка · d4 белая пешка · a3 белая пешка · c3 белая пешка · g3 белая пешка · d2 белый конь · e2 белый король · f2 белая пешка · g2 белая пешка · e1 белый конь | 7 |
| 6 | e7 чёрный король · g7 чёрная пешка · a6 чёрная пешка · b6 чёрный конь · c6 чёрная пешка · d6 чёрный конь · f6 чёрная пешка · g6 чёрная пешка · b5 чёрная пешка · d5 чёрная пешка · b4 белая пешка · d4 белая пешка · a3 белая пешка · c3 белая пешка · g3 белая пешка · d2 белый конь · e2 белый король · f2 белая пешка · g2 белая пешка · e1 белый конь | e7 чёрный король · g7 чёрная пешка · a6 чёрная пешка · b6 чёрный конь · c6 чёрная пешка · d6 чёрный конь · f6 чёрная пешка · g6 чёрная пешка · b5 чёрная пешка · d5 чёрная пешка · b4 белая пешка · d4 белая пешка · a3 белая пешка · c3 белая пешка · g3 белая пешка · d2 белый конь · e2 белый король · f2 белая пешка · g2 белая пешка · e1 белый конь | e7 чёрный король · g7 чёрная пешка · a6 чёрная пешка · b6 чёрный конь · c6 чёрная пешка · d6 чёрный конь · f6 чёрная пешка · g6 чёрная пешка · b5 чёрная пешка · d5 чёрная пешка · b4 белая пешка · d4 белая пешка · a3 белая пешка · c3 белая пешка · g3 белая пешка · d2 белый конь · e2 белый король · f2 белая пешка · g2 белая пешка · e1 белый конь | e7 чёрный король · g7 чёрная пешка · a6 чёрная пешка · b6 чёрный конь · c6 чёрная пешка · d6 чёрный конь · f6 чёрная пешка · g6 чёрная пешка · b5 чёрная пешка · d5 чёрная пешка · b4 белая пешка · d4 белая пешка · a3 белая пешка · c3 белая пешка · g3 белая пешка · d2 белый конь · e2 белый король · f2 белая пешка · g2 белая пешка · e1 белый конь | e7 чёрный король · g7 чёрная пешка · a6 чёрная пешка · b6 чёрный конь · c6 чёрная пешка · d6 чёрный конь · f6 чёрная пешка · g6 чёрная пешка · b5 чёрная пешка · d5 чёрная пешка · b4 белая пешка · d4 белая пешка · a3 белая пешка · c3 белая пешка · g3 белая пешка · d2 белый конь · e2 белый король · f2 белая пешка · g2 белая пешка · e1 белый конь | e7 чёрный король · g7 чёрная пешка · a6 чёрная пешка · b6 чёрный конь · c6 чёрная пешка · d6 чёрный конь · f6 чёрная пешка · g6 чёрная пешка · b5 чёрная пешка · d5 чёрная пешка · b4 белая пешка · d4 белая пешка · a3 белая пешка · c3 белая пешка · g3 белая пешка · d2 белый конь · e2 белый король · f2 белая пешка · g2 белая пешка · e1 белый конь | e7 чёрный король · g7 чёрная пешка · a6 чёрная пешка · b6 чёрный конь · c6 чёрная пешка · d6 чёрный конь · f6 чёрная пешка · g6 чёрная пешка · b5 чёрная пешка · d5 чёрная пешка · b4 белая пешка · d4 белая пешка · a3 белая пешка · c3 белая пешка · g3 белая пешка · d2 белый конь · e2 белый король · f2 белая пешка · g2 белая пешка · e1 белый конь | e7 чёрный король · g7 чёрная пешка · a6 чёрная пешка · b6 чёрный конь · c6 чёрная пешка · d6 чёрный конь · f6 чёрная пешка · g6 чёрная пешка · b5 чёрная пешка · d5 чёрная пешка · b4 белая пешка · d4 белая пешка · a3 белая пешка · c3 белая пешка · g3 белая пешка · d2 белый конь · e2 белый король · f2 белая пешка · g2 белая пешка · e1 белый конь | 6 |
| 5 | e7 чёрный король · g7 чёрная пешка · a6 чёрная пешка · b6 чёрный конь · c6 чёрная пешка · d6 чёрный конь · f6 чёрная пешка · g6 чёрная пешка · b5 чёрная пешка · d5 чёрная пешка · b4 белая пешка · d4 белая пешка · a3 белая пешка · c3 белая пешка · g3 белая пешка · d2 белый конь · e2 белый король · f2 белая пешка · g2 белая пешка · e1 белый конь | e7 чёрный король · g7 чёрная пешка · a6 чёрная пешка · b6 чёрный конь · c6 чёрная пешка · d6 чёрный конь · f6 чёрная пешка · g6 чёрная пешка · b5 чёрная пешка · d5 чёрная пешка · b4 белая пешка · d4 белая пешка · a3 белая пешка · c3 белая пешка · g3 белая пешка · d2 белый конь · e2 белый король · f2 белая пешка · g2 белая пешка · e1 белый конь | e7 чёрный король · g7 чёрная пешка · a6 чёрная пешка · b6 чёрный конь · c6 чёрная пешка · d6 чёрный конь · f6 чёрная пешка · g6 чёрная пешка · b5 чёрная пешка · d5 чёрная пешка · b4 белая пешка · d4 белая пешка · a3 белая пешка · c3 белая пешка · g3 белая пешка · d2 белый конь · e2 белый король · f2 белая пешка · g2 белая пешка · e1 белый конь | e7 чёрный король · g7 чёрная пешка · a6 чёрная пешка · b6 чёрный конь · c6 чёрная пешка · d6 чёрный конь · f6 чёрная пешка · g6 чёрная пешка · b5 чёрная пешка · d5 чёрная пешка · b4 белая пешка · d4 белая пешка · a3 белая пешка · c3 белая пешка · g3 белая пешка · d2 белый конь · e2 белый король · f2 белая пешка · g2 белая пешка · e1 белый конь | e7 чёрный король · g7 чёрная пешка · a6 чёрная пешка · b6 чёрный конь · c6 чёрная пешка · d6 чёрный конь · f6 чёрная пешка · g6 чёрная пешка · b5 чёрная пешка · d5 чёрная пешка · b4 белая пешка · d4 белая пешка · a3 белая пешка · c3 белая пешка · g3 белая пешка · d2 белый конь · e2 белый король · f2 белая пешка · g2 белая пешка · e1 белый конь | e7 чёрный король · g7 чёрная пешка · a6 чёрная пешка · b6 чёрный конь · c6 чёрная пешка · d6 чёрный конь · f6 чёрная пешка · g6 чёрная пешка · b5 чёрная пешка · d5 чёрная пешка · b4 белая пешка · d4 белая пешка · a3 белая пешка · c3 белая пешка · g3 белая пешка · d2 белый конь · e2 белый король · f2 белая пешка · g2 белая пешка · e1 белый конь | e7 чёрный король · g7 чёрная пешка · a6 чёрная пешка · b6 чёрный конь · c6 чёрная пешка · d6 чёрный конь · f6 чёрная пешка · g6 чёрная пешка · b5 чёрная пешка · d5 чёрная пешка · b4 белая пешка · d4 белая пешка · a3 белая пешка · c3 белая пешка · g3 белая пешка · d2 белый конь · e2 белый король · f2 белая пешка · g2 белая пешка · e1 белый конь | e7 чёрный король · g7 чёрная пешка · a6 чёрная пешка · b6 чёрный конь · c6 чёрная пешка · d6 чёрный конь · f6 чёрная пешка · g6 чёрная пешка · b5 чёрная пешка · d5 чёрная пешка · b4 белая пешка · d4 белая пешка · a3 белая пешка · c3 белая пешка · g3 белая пешка · d2 белый конь · e2 белый король · f2 белая пешка · g2 белая пешка · e1 белый конь | 5 |
| 4 | e7 чёрный король · g7 чёрная пешка · a6 чёрная пешка · b6 чёрный конь · c6 чёрная пешка · d6 чёрный конь · f6 чёрная пешка · g6 чёрная пешка · b5 чёрная пешка · d5 чёрная пешка · b4 белая пешка · d4 белая пешка · a3 белая пешка · c3 белая пешка · g3 белая пешка · d2 белый конь · e2 белый король · f2 белая пешка · g2 белая пешка · e1 белый конь | e7 чёрный король · g7 чёрная пешка · a6 чёрная пешка · b6 чёрный конь · c6 чёрная пешка · d6 чёрный конь · f6 чёрная пешка · g6 чёрная пешка · b5 чёрная пешка · d5 чёрная пешка · b4 белая пешка · d4 белая пешка · a3 белая пешка · c3 белая пешка · g3 белая пешка · d2 белый конь · e2 белый король · f2 белая пешка · g2 белая пешка · e1 белый конь | e7 чёрный король · g7 чёрная пешка · a6 чёрная пешка · b6 чёрный конь · c6 чёрная пешка · d6 чёрный конь · f6 чёрная пешка · g6 чёрная пешка · b5 чёрная пешка · d5 чёрная пешка · b4 белая пешка · d4 белая пешка · a3 белая пешка · c3 белая пешка · g3 белая пешка · d2 белый конь · e2 белый король · f2 белая пешка · g2 белая пешка · e1 белый конь | e7 чёрный король · g7 чёрная пешка · a6 чёрная пешка · b6 чёрный конь · c6 чёрная пешка · d6 чёрный конь · f6 чёрная пешка · g6 чёрная пешка · b5 чёрная пешка · d5 чёрная пешка · b4 белая пешка · d4 белая пешка · a3 белая пешка · c3 белая пешка · g3 белая пешка · d2 белый конь · e2 белый король · f2 белая пешка · g2 белая пешка · e1 белый конь | e7 чёрный король · g7 чёрная пешка · a6 чёрная пешка · b6 чёрный конь · c6 чёрная пешка · d6 чёрный конь · f6 чёрная пешка · g6 чёрная пешка · b5 чёрная пешка · d5 чёрная пешка · b4 белая пешка · d4 белая пешка · a3 белая пешка · c3 белая пешка · g3 белая пешка · d2 белый конь · e2 белый король · f2 белая пешка · g2 белая пешка · e1 белый конь | e7 чёрный король · g7 чёрная пешка · a6 чёрная пешка · b6 чёрный конь · c6 чёрная пешка · d6 чёрный конь · f6 чёрная пешка · g6 чёрная пешка · b5 чёрная пешка · d5 чёрная пешка · b4 белая пешка · d4 белая пешка · a3 белая пешка · c3 белая пешка · g3 белая пешка · d2 белый конь · e2 белый король · f2 белая пешка · g2 белая пешка · e1 белый конь | e7 чёрный король · g7 чёрная пешка · a6 чёрная пешка · b6 чёрный конь · c6 чёрная пешка · d6 чёрный конь · f6 чёрная пешка · g6 чёрная пешка · b5 чёрная пешка · d5 чёрная пешка · b4 белая пешка · d4 белая пешка · a3 белая пешка · c3 белая пешка · g3 белая пешка · d2 белый конь · e2 белый король · f2 белая пешка · g2 белая пешка · e1 белый конь | e7 чёрный король · g7 чёрная пешка · a6 чёрная пешка · b6 чёрный конь · c6 чёрная пешка · d6 чёрный конь · f6 чёрная пешка · g6 чёрная пешка · b5 чёрная пешка · d5 чёрная пешка · b4 белая пешка · d4 белая пешка · a3 белая пешка · c3 белая пешка · g3 белая пешка · d2 белый конь · e2 белый король · f2 белая пешка · g2 белая пешка · e1 белый конь | 4 |
| 3 | e7 чёрный король · g7 чёрная пешка · a6 чёрная пешка · b6 чёрный конь · c6 чёрная пешка · d6 чёрный конь · f6 чёрная пешка · g6 чёрная пешка · b5 чёрная пешка · d5 чёрная пешка · b4 белая пешка · d4 белая пешка · a3 белая пешка · c3 белая пешка · g3 белая пешка · d2 белый конь · e2 белый король · f2 белая пешка · g2 белая пешка · e1 белый конь | e7 чёрный король · g7 чёрная пешка · a6 чёрная пешка · b6 чёрный конь · c6 чёрная пешка · d6 чёрный конь · f6 чёрная пешка · g6 чёрная пешка · b5 чёрная пешка · d5 чёрная пешка · b4 белая пешка · d4 белая пешка · a3 белая пешка · c3 белая пешка · g3 белая пешка · d2 белый конь · e2 белый король · f2 белая пешка · g2 белая пешка · e1 белый конь | e7 чёрный король · g7 чёрная пешка · a6 чёрная пешка · b6 чёрный конь · c6 чёрная пешка · d6 чёрный конь · f6 чёрная пешка · g6 чёрная пешка · b5 чёрная пешка · d5 чёрная пешка · b4 белая пешка · d4 белая пешка · a3 белая пешка · c3 белая пешка · g3 белая пешка · d2 белый конь · e2 белый король · f2 белая пешка · g2 белая пешка · e1 белый конь | e7 чёрный король · g7 чёрная пешка · a6 чёрная пешка · b6 чёрный конь · c6 чёрная пешка · d6 чёрный конь · f6 чёрная пешка · g6 чёрная пешка · b5 чёрная пешка · d5 чёрная пешка · b4 белая пешка · d4 белая пешка · a3 белая пешка · c3 белая пешка · g3 белая пешка · d2 белый конь · e2 белый король · f2 белая пешка · g2 белая пешка · e1 белый конь | e7 чёрный король · g7 чёрная пешка · a6 чёрная пешка · b6 чёрный конь · c6 чёрная пешка · d6 чёрный конь · f6 чёрная пешка · g6 чёрная пешка · b5 чёрная пешка · d5 чёрная пешка · b4 белая пешка · d4 белая пешка · a3 белая пешка · c3 белая пешка · g3 белая пешка · d2 белый конь · e2 белый король · f2 белая пешка · g2 белая пешка · e1 белый конь | e7 чёрный король · g7 чёрная пешка · a6 чёрная пешка · b6 чёрный конь · c6 чёрная пешка · d6 чёрный конь · f6 чёрная пешка · g6 чёрная пешка · b5 чёрная пешка · d5 чёрная пешка · b4 белая пешка · d4 белая пешка · a3 белая пешка · c3 белая пешка · g3 белая пешка · d2 белый конь · e2 белый король · f2 белая пешка · g2 белая пешка · e1 белый конь | e7 чёрный король · g7 чёрная пешка · a6 чёрная пешка · b6 чёрный конь · c6 чёрная пешка · d6 чёрный конь · f6 чёрная пешка · g6 чёрная пешка · b5 чёрная пешка · d5 чёрная пешка · b4 белая пешка · d4 белая пешка · a3 белая пешка · c3 белая пешка · g3 белая пешка · d2 белый конь · e2 белый король · f2 белая пешка · g2 белая пешка · e1 белый конь | e7 чёрный король · g7 чёрная пешка · a6 чёрная пешка · b6 чёрный конь · c6 чёрная пешка · d6 чёрный конь · f6 чёрная пешка · g6 чёрная пешка · b5 чёрная пешка · d5 чёрная пешка · b4 белая пешка · d4 белая пешка · a3 белая пешка · c3 белая пешка · g3 белая пешка · d2 белый конь · e2 белый король · f2 белая пешка · g2 белая пешка · e1 белый конь | 3 |
| 2 | e7 чёрный король · g7 чёрная пешка · a6 чёрная пешка · b6 чёрный конь · c6 чёрная пешка · d6 чёрный конь · f6 чёрная пешка · g6 чёрная пешка · b5 чёрная пешка · d5 чёрная пешка · b4 белая пешка · d4 белая пешка · a3 белая пешка · c3 белая пешка · g3 белая пешка · d2 белый конь · e2 белый король · f2 белая пешка · g2 белая пешка · e1 белый конь | e7 чёрный король · g7 чёрная пешка · a6 чёрная пешка · b6 чёрный конь · c6 чёрная пешка · d6 чёрный конь · f6 чёрная пешка · g6 чёрная пешка · b5 чёрная пешка · d5 чёрная пешка · b4 белая пешка · d4 белая пешка · a3 белая пешка · c3 белая пешка · g3 белая пешка · d2 белый конь · e2 белый король · f2 белая пешка · g2 белая пешка · e1 белый конь | e7 чёрный король · g7 чёрная пешка · a6 чёрная пешка · b6 чёрный конь · c6 чёрная пешка · d6 чёрный конь · f6 чёрная пешка · g6 чёрная пешка · b5 чёрная пешка · d5 чёрная пешка · b4 белая пешка · d4 белая пешка · a3 белая пешка · c3 белая пешка · g3 белая пешка · d2 белый конь · e2 белый король · f2 белая пешка · g2 белая пешка · e1 белый конь | e7 чёрный король · g7 чёрная пешка · a6 чёрная пешка · b6 чёрный конь · c6 чёрная пешка · d6 чёрный конь · f6 чёрная пешка · g6 чёрная пешка · b5 чёрная пешка · d5 чёрная пешка · b4 белая пешка · d4 белая пешка · a3 белая пешка · c3 белая пешка · g3 белая пешка · d2 белый конь · e2 белый король · f2 белая пешка · g2 белая пешка · e1 белый конь | e7 чёрный король · g7 чёрная пешка · a6 чёрная пешка · b6 чёрный конь · c6 чёрная пешка · d6 чёрный конь · f6 чёрная пешка · g6 чёрная пешка · b5 чёрная пешка · d5 чёрная пешка · b4 белая пешка · d4 белая пешка · a3 белая пешка · c3 белая пешка · g3 белая пешка · d2 белый конь · e2 белый король · f2 белая пешка · g2 белая пешка · e1 белый конь | e7 чёрный король · g7 чёрная пешка · a6 чёрная пешка · b6 чёрный конь · c6 чёрная пешка · d6 чёрный конь · f6 чёрная пешка · g6 чёрная пешка · b5 чёрная пешка · d5 чёрная пешка · b4 белая пешка · d4 белая пешка · a3 белая пешка · c3 белая пешка · g3 белая пешка · d2 белый конь · e2 белый король · f2 белая пешка · g2 белая пешка · e1 белый конь | e7 чёрный король · g7 чёрная пешка · a6 чёрная пешка · b6 чёрный конь · c6 чёрная пешка · d6 чёрный конь · f6 чёрная пешка · g6 чёрная пешка · b5 чёрная пешка · d5 чёрная пешка · b4 белая пешка · d4 белая пешка · a3 белая пешка · c3 белая пешка · g3 белая пешка · d2 белый конь · e2 белый король · f2 белая пешка · g2 белая пешка · e1 белый конь | e7 чёрный король · g7 чёрная пешка · a6 чёрная пешка · b6 чёрный конь · c6 чёрная пешка · d6 чёрный конь · f6 чёрная пешка · g6 чёрная пешка · b5 чёрная пешка · d5 чёрная пешка · b4 белая пешка · d4 белая пешка · a3 белая пешка · c3 белая пешка · g3 белая пешка · d2 белый конь · e2 белый король · f2 белая пешка · g2 белая пешка · e1 белый конь | 2 |
| 1 | e7 чёрный король · g7 чёрная пешка · a6 чёрная пешка · b6 чёрный конь · c6 чёрная пешка · d6 чёрный конь · f6 чёрная пешка · g6 чёрная пешка · b5 чёрная пешка · d5 чёрная пешка · b4 белая пешка · d4 белая пешка · a3 белая пешка · c3 белая пешка · g3 белая пешка · d2 белый конь · e2 белый король · f2 белая пешка · g2 белая пешка · e1 белый конь | e7 чёрный король · g7 чёрная пешка · a6 чёрная пешка · b6 чёрный конь · c6 чёрная пешка · d6 чёрный конь · f6 чёрная пешка · g6 чёрная пешка · b5 чёрная пешка · d5 чёрная пешка · b4 белая пешка · d4 белая пешка · a3 белая пешка · c3 белая пешка · g3 белая пешка · d2 белый конь · e2 белый король · f2 белая пешка · g2 белая пешка · e1 белый конь | e7 чёрный король · g7 чёрная пешка · a6 чёрная пешка · b6 чёрный конь · c6 чёрная пешка · d6 чёрный конь · f6 чёрная пешка · g6 чёрная пешка · b5 чёрная пешка · d5 чёрная пешка · b4 белая пешка · d4 белая пешка · a3 белая пешка · c3 белая пешка · g3 белая пешка · d2 белый конь · e2 белый король · f2 белая пешка · g2 белая пешка · e1 белый конь | e7 чёрный король · g7 чёрная пешка · a6 чёрная пешка · b6 чёрный конь · c6 чёрная пешка · d6 чёрный конь · f6 чёрная пешка · g6 чёрная пешка · b5 чёрная пешка · d5 чёрная пешка · b4 белая пешка · d4 белая пешка · a3 белая пешка · c3 белая пешка · g3 белая пешка · d2 белый конь · e2 белый король · f2 белая пешка · g2 белая пешка · e1 белый конь | e7 чёрный король · g7 чёрная пешка · a6 чёрная пешка · b6 чёрный конь · c6 чёрная пешка · d6 чёрный конь · f6 чёрная пешка · g6 чёрная пешка · b5 чёрная пешка · d5 чёрная пешка · b4 белая пешка · d4 белая пешка · a3 белая пешка · c3 белая пешка · g3 белая пешка · d2 белый конь · e2 белый король · f2 белая пешка · g2 белая пешка · e1 белый конь | e7 чёрный король · g7 чёрная пешка · a6 чёрная пешка · b6 чёрный конь · c6 чёрная пешка · d6 чёрный конь · f6 чёрная пешка · g6 чёрная пешка · b5 чёрная пешка · d5 чёрная пешка · b4 белая пешка · d4 белая пешка · a3 белая пешка · c3 белая пешка · g3 белая пешка · d2 белый конь · e2 белый король · f2 белая пешка · g2 белая пешка · e1 белый конь | e7 чёрный король · g7 чёрная пешка · a6 чёрная пешка · b6 чёрный конь · c6 чёрная пешка · d6 чёрный конь · f6 чёрная пешка · g6 чёрная пешка · b5 чёрная пешка · d5 чёрная пешка · b4 белая пешка · d4 белая пешка · a3 белая пешка · c3 белая пешка · g3 белая пешка · d2 белый конь · e2 белый король · f2 белая пешка · g2 белая пешка · e1 белый конь | e7 чёрный король · g7 чёрная пешка · a6 чёрная пешка · b6 чёрный конь · c6 чёрная пешка · d6 чёрный конь · f6 чёрная пешка · g6 чёрная пешка · b5 чёрная пешка · d5 чёрная пешка · b4 белая пешка · d4 белая пешка · a3 белая пешка · c3 белая пешка · g3 белая пешка · d2 белый конь · e2 белый король · f2 белая пешка · g2 белая пешка · e1 белый конь | 1 |
|   | a | b | c | d | e | f | g | h |   |

Пример филигранной реализации небольшого позиционного перевеса в коневом эндшпиле. 27.f3 Кbc4 28.Кb1 Кf5 29.g4 Кfe3 30.Крf2 g5 31.Крe2 g6 32.Крf2 Крd6 33.Крe2 Крc7 34.Крf2 Крd6 35.Крe2 a5 36.Крf2 a4 37.Крe2 Крc7 38.Крf2 Крd6 39.Крe2 Крe7 40.Крf2 Крf7 41.Крe2 Крg7 42.Крf2 Крh7 43.g3 Крh6 44.Крe2 f5 45.gf gf 46.Крf2 Крh5 47.Крe2 f4 48.gf gf 49.Крf2 Крg5 50.Крe2 Крh4 51.Крf2 Крh3 52.Кd3 Кc2 53.К:f4+ Крh4 54.Кd3 К2:a3 55.К:a3 К:a3 56.Кc1 Кb1 57.Кa2 Крh3 58.Крe3 Крg3 59.f4 Крg4 60.f5 Кр:f5 61.Крd3 Крf4 62.Кc1 Крf3 63.Крc2 Кa3+ 64.Крd3 Крf2 65.Крd2 Кc4+ 66.Крd1 Крe3 67.Крc2 a3 68.Кa2 Кb2 69.Кc1 Кd3 70.Кb3 Кe1+ 71.Крd1 Крd3 72.Кр:e1 Кр:c3 73.Кa1 Кр:d4 74.Кc2+ Крc3 75.Крd1 a2 76.Крc1 d4 77.Кa1 d3 78.Кc2 c5. Белые сдались.